# ベルサリエーレ (フリゲート)
ベルサリエーレ（イタリア語: Bersagliere, F 584）は、イタリア海軍のルポ級フリゲート7番艦または改ルポ級、アルティリエーレ級（Artigliere）もしくはソルダティ級フリゲート（Soldati）に分類される場合は3番艦となる。艦名は狙撃兵を意味するイタリア語のベルサリエリに由来する。

## 艦歴
「ベルサリエーレ」は、リウーニティ造船アンコーナ造船所で建造され1982年6月20日に起工、1985年6月20日に進水し「アル＝ヤルムーク（Al-Yarmuk、F-16）」と命名されるも、代金未払いのためイラク海軍への引渡しは見送られる。
その後湾岸戦争を経て国際連合の制裁措置もあり、引き受け先が宙に浮いたままであったが、1993年にイタリア海軍が購入する事となり、「ベルサリエーレ」と命名され1995年11月28日に就役する。
1996年7月12日から1997年4月4日まで「D560 ルイージ・ドゥランド・デ・ラ・ペンネ」と共にターラント海軍基地を出港し世界一周航海に出る。全行程46,000海里におよび、23ヵ国35の港に寄港した。
2005年1月1日から同年4月15日にかけて、紅海からアカバ湾にかけて展開していた第2常設NATO対機雷グループ（SNMCMG2）の指揮艦としての任務に従事する。その後同年5月23日から5月25日まで北大西洋条約機構主催の電子戦環境トライアルと新型ロケットランチャーSCLAR Hおよび新型軽量の54口径127mm砲の実験訓練を実施する。